# Port lotniczy Same
Port lotniczy Same (port. Aeroporto Same, ICAO: WPSM) – port lotniczy zlokalizowany w Same, w Timorze Wschodnim.